# Portezuelo (Chili)
Portezuelo est une commune du Chili faisant partie de la région de Ñuble, et appartienne à la province d'Itata. En 2012, la population de la commune s'élevait à 4 953 habitants. La superficie de la commune est de 282 km2 (densité de 18 hab./km2),.

## Historique
Le territoire de la commune commence à se peupler au XVIIIe siècle. La première agglomération est fondée par Rodrigo Alejandro Martel de Durand qui crée sur son territoire l'estancia baptisée Portezuelo Durand d'où découle le nom de la commune.

## Situation
Le territoire de la commune de Portezuelo se trouve dans une zone de collines (plus hauts sommets culminent à environ 500 mètres) de la Cordillère de la Côte. Le río Itata longe les limites sud est et sud ouest de la commune. Portezuelo est située à 378 kilomètres à vol d'oiseau au sud-sud-ouest de la capitale Santiago et à 30 kilomètres à l'ouest de Chillán capitale de la Province de Ñuble.

## Économie
La population était majoritairement rurale en 2002. La principale production agricole est le vin.

Position de Portezuelo (en rouge) au sein de la Région du Biobío.